# PH

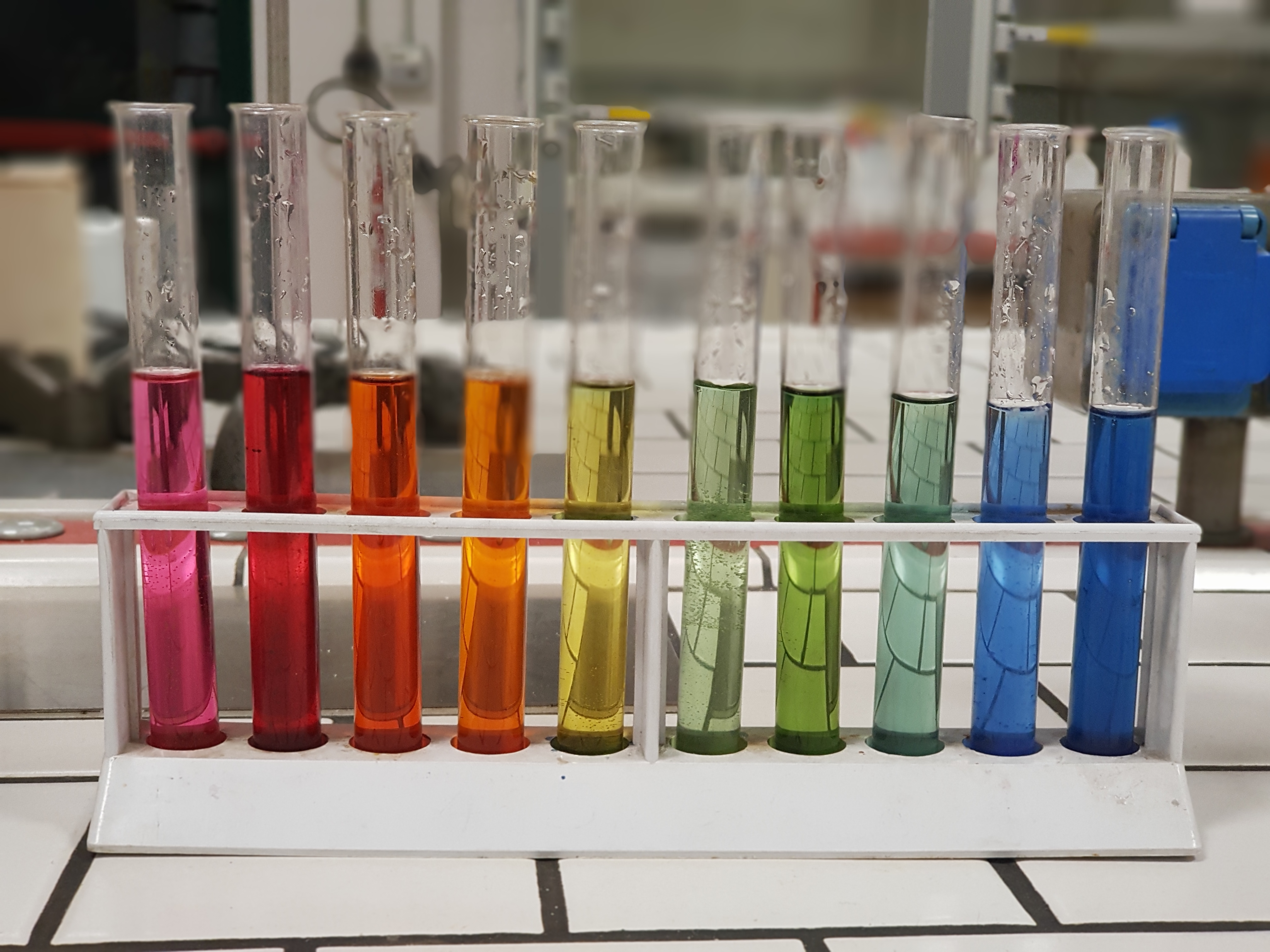
Provette contenenti soluzioni di pH 1-10 colorate con un indicatore universale.

Il pH (sigla di "potenziale d'idrogeno") è una grandezza fisica che indica l'acidità (e indirettamente la basicità) di soluzioni acquose.
Il simbolo "pH" fu ideato nel 1909 dal chimico danese Søren Sørensen.

## Calcolo del pH
Il termine p (operatore) simboleggia due operazioni matematiche a partire dall'attività del catione ossonio (idrossonio) in soluzione acquosa: si fa il logaritmo in base 10 dell'attività e si mette il segno meno davanti. Per le proprietà dei logaritmi, si può anche calcolare il logaritmo del reciproco dell'attività degli ioni ossonio.
Pertanto il pH si definisce così:
{\displaystyle \mathrm {pH} =-\log _{10}a_{\mathrm {H^{+}} }=\log _{10}{\frac {1}{a_{\mathrm {H^{+}} }}}}
in cui {\displaystyle a_{\mathrm {H^{+}} }} rappresenta l'attività dei cationi ossonio. L'attività degli ioni ossonio è una grandezza adimensionale ed è definibile in termini di concentrazione molare di ioni ossonio come:
{\displaystyle a_{\mathrm {H^{+}} }=\gamma {\frac {\mathrm {[H_{3}O^{+}]} }{C_{\mathrm {H^{+}} }^{0}}}},
dove {\displaystyle \mathrm {[H_{3}O^{+}]} } è la concentrazione molare dei cationi ossonio, {\displaystyle C_{\mathrm {H^{+}} }^{0}} è la rispettiva concentrazione molare unitaria (introdotta unicamente allo scopo di rendere adimensionale l'argomento del logaritmo) e {\displaystyle \gamma } è il coefficiente molare di attività, un parametro adimensionale che misura le deviazioni dall'idealità dovute essenzialmente alle interazioni elettrostatiche tra gli ioni in soluzione.
Il coefficiente di attività tende all'unità (e pertanto l'attività tende alla concentrazione molare dei cationi ossonio) in soluzioni acquose sufficientemente diluite (≤ 0,1 mol/dm³). In queste condizioni, l'equazione precedente si semplifica a:
{\displaystyle \mathrm {pH} =-\log _{10}\mathrm {\frac {\left[H_{3}O^{+}\right]}{C_{H^{+}}^{0}}} =\log _{10}\mathrm {\frac {C_{H^{+}}^{0}}{\left[H_{3}O^{+}\right]}} }
Benché matematicamente non corretto, è prassi, per brevità, omettere l'indicazione della concentrazione unitaria nell'argomento del logaritmo (sottintendendone la presenza) e scrivere il pH semplicemente come:
{\displaystyle \mathrm {pH} =-\log _{10}\mathrm {[H_{3}O^{+}]} }
Il pH di una qualsiasi soluzione assume valori compresi fra un minimo di 0, che rappresenta la massima acidità, in quanto il logaritmo in qualsiasi base, nella fattispecie in base 10 di 1 risulta essere zero, ed un massimo di 14 (massima basicità). Al valore intermedio di 7 corrisponde la condizione di neutralità, tipica dell'acqua pura a 25 °C. Il pH è anche definito come il logaritmo decimale negativo della concentrazione di ioni {\displaystyle \mathrm {H^{+}} } in soluzione, e si indica come:
{\displaystyle \mathrm {pH} =-\log _{10}\mathrm {[H^{+}]} }.
La concentrazione è misurata in moli / litro di soluzione, ed è detta concentrazione molare.
Se ad esempio una soluzione acquosa ha un pH pari a 3.5, dalla definizione risulta che la concentrazione di ioni {\displaystyle \mathrm {H^{+}} } è:
{\displaystyle \mathrm {[H^{+}]} =10^{-3.5}=3,16\cdot 10^{-4}\,\mathrm {\frac {mol}{L}} }.
In realtà, la scala internazionale del pH si basa su concentrazioni espresse in mol/kg anziché in mol/L. Questo perché le concentrazioni possono essere misurate in termini di massa più accuratamente che in termini di volume.
Il pH può essere misurato per via elettrica, sfruttando il potenziale creato dalla differenza di concentrazione di ioni idrogeno su due lati di una membrana di vetro (si veda piaccametro), o per via chimica, sfruttando la capacità di alcune sostanze (dette indicatori) di modificare il loro colore in funzione del pH dell'ambiente in cui si trovano. Normalmente, sono sostanze usate in soluzione, come per esempio la fenolftaleina e il blu di bromotimolo.
Molto spesso gli indicatori si usano anche supportati su strisce di carta (le cosiddette "cartine indicatrici universali"), le quali cambiano colore quando vengono immerse in sostanze acide o basiche. L'esempio più comune è quello delle "cartine di tornasole", di colore rosa in ambiente acido e azzurro in ambiente alcalino.

## Acidità e basicità delle soluzioni acquose
L'acqua distillata, (priva di sali e sostanze varie, a differenza di quella del rubinetto o delle bottiglie) non è un buon elettrolita, cioè non conduce corrente elettrica, in quanto in essa è disciolta una quantità veramente esigua di ioni ossonio H3O+ (con carica positiva) e ossidrili OH- (con carica negativa), dovuti alla reazione di autoprotolisi dell'acqua secondo l'equilibrio:
{\displaystyle {\ce {2H2O <=> H_3O+ + OH-}}}
Per soluzioni diluite, dove è lecito approssimare le attività con le concentrazioni, la costante di autoprotolisi è uguale al prodotto delle concentrazioni degli ioni ossidrili e ossonio:
{\displaystyle K_{w}=\mathrm {[H_{3}O^{+}][OH^{-}]} }
Il valore di {\displaystyle K_{w}} in acqua distillata a 25 °C e 100 kPa (condizioni STP) è pari a {\displaystyle 1,0\cdot 10^{-14}\,\mathrm {M^{2}} }.
Nell'acqua pura a 25 °C la condizione di elettroneutralità combinata con l'equilibrio di autoprotolisi impone che la concentrazione degli ioni [H3O+] e [OH-] provenienti dalla naturale dissociazione dell'acqua risulti
{\displaystyle \mathrm {[H_{3}O^{+}]=[OH^{-}]=1\cdot 10^{-7}\,M} }
corrispondente al pH = 7, indicativo della neutralità.
Poiché la costante di autoprotolisi cambia con la temperatura, questa concentrazione varia al variare della temperatura, e pertanto i calcoli andrebbero riferiti alla temperatura standard di 25 °C.
Poiché l'aggiunta di un acido o di una base all'acqua aumenta o diminuisce, rispettivamente, la concentrazione degli ioni [H3O+] rispetto al valore di neutralità, una soluzione (a 25 °C) si dirà:
- Acida quando {\displaystyle \mathrm {[H_{3}O^{+}]>10^{-7}\,M} }
- Neutra quando {\displaystyle \mathrm {[H_{3}O^{+}]=10^{-7}\,M} }
- Alcalina quando {\displaystyle \mathrm {[H_{3}O^{+}]<10^{-7}\,M} }

Un modo più semplice per esprimere l'acidità o alcalinità di una soluzione è la funzione pH, riportata nell'introduzione. L'uso della funzione pH è molto utile, poiché permette di restringere l'intervallo di una scala di valori numerici. Quindi, l'uso della funzione pH permette di affermare che (a 25 °C) la soluzione è:
- Acida se il {\displaystyle \mathrm {pH} <7}
- Neutra se il {\displaystyle \mathrm {pH} =7}
- Basica se il {\displaystyle \mathrm {pH} >7}.

Una rapida misura del pH è possibile con le cosiddette cartine indicatrici universali, sottili strisce o nastri di carta impregnati di una miscela di diversi indicatori. Di colore giallo quando asciutte, esposte a una soluzione acquosa acida o basica cambiano colore in funzione del pH della soluzione:
- Bordeaux/rosso scuro = acidità estrema (pH=0)
- Rosso = acidità elevata
- Arancione = acidità media
- Giallo = acidità debole
- Giallo tendente al verde = acidità minima
- Verde = perfetta neutralità (pH=7)
- Verde tendente al blu = alcalinità minima
- Azzurro = alcalinità debole
- Blu = alcalinità media
- Blu scuro = alcalinità elevata
- Indaco = alcalinità estrema (pH=14)

## pOH

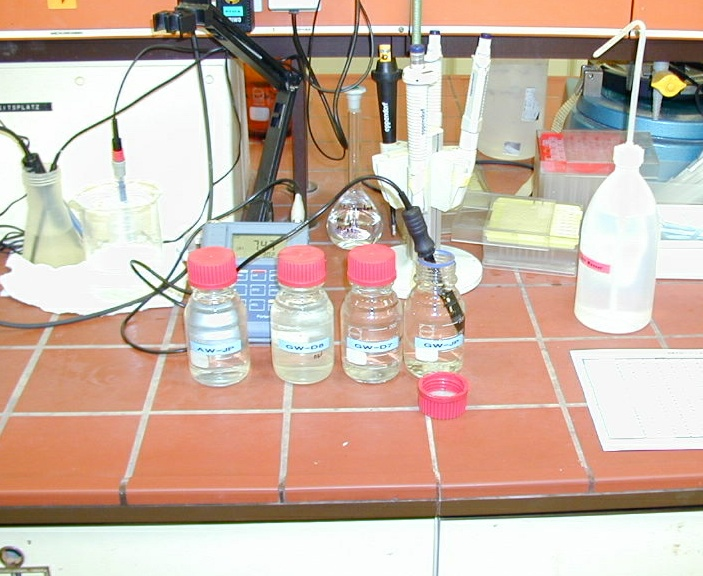
Piaccametri utilizzati per misurare il pH

In modo analogo si può introdurre il pOH:
{\displaystyle \mathrm {pOH} =-\log _{10}\mathrm {[OH^{-}]} }
L'uso del pH e del pOH consente di esprimere il prodotto ionico dell'acqua nel seguente modo:
{\displaystyle \mathrm {pH+pOH} =14}
La relazione indica che in una soluzione acquosa a 25,00 °C la somma del pH e del pOH deve essere sempre uguale a 14. Conoscendo il pH o il pOH è possibile risalire alle concentrazioni [H3O+] e [OH-], attraverso le seguenti espressioni:
{\displaystyle \mathrm {[H_{3}O^{+}]=10^{-pH}} \,\,\,;\,\,\,\mathrm {[OH^{-}]} =10^{-\mathrm {pOH} }}

## Standard per la misurazione del pH
Lo standard internazionale accettato è una soluzione acquosa 0,05 M di idrogenoftalato di potassio, al cui pH a 25,00 °C è stato attribuito il valore pH = 4,005.
Sono comunque stati definiti numerosi altri standard secondari, il cui pH è stato misurato con la massima accuratezza possibile nei confronti del pH dello standard principale.

## Il pH nella calibrazione dell'elettrodo a vetro
Essendo disponibili un gran numero di standard secondari, è possibile utilizzare nella calibrazione dell'elettrodo a vetro uno standard avente pH vicino a quello della soluzione incognita, o meglio ancora due standard aventi pH di poco superiore e inferiore a quello incognito, in modo da minimizzare l'eventuale comportamento "non ideale" dell'elettrodo stesso. Può infatti verificarsi che la pendenza della retta che lega la forza elettromotrice della cella creata per la misurazione al pH sia leggermente diversa dal valore "Nernstiano" ({\displaystyle RT/F\cdot \ln 10}), pari a 59,16 mV a 25,00 °C.

## pH di viraggio
È detto pH di viraggio il valore del pH corrispondente al cambio di colore di un indicatore: questo valore è quindi utile per determinare quale indicatore è più opportuno utilizzare in una titolazione fra un acido e una base. Infatti, il pH di viraggio dovrebbe corrispondere al punto di equivalenza, quando gli equivalenti dei due componenti sono in numero uguale.

## Protoni acidi nei composti organici

Carboni alfa e beta. Il carbonile qui ha due idrogeni β e cinque idrogeni α

Nei composti organici solitamente i protoni legati ai carboni hanno una bassa acidità, tuttavia alcuni di loro sono capaci di potersi staccare dalla molecola (da qui la loro acidità) con una certa facilità. Anche se l'acidità non è paragonabile con un acido forte {\displaystyle (pK_{a}<1)} il fenomeno diventa importante quando questi entrano in contatto con una base di discreta forza, in grado di staccare il protone. Questo aspetto è di interesse perché le reazioni acido-base sono importanti nella chimica organica.
Qui sopra è mostrato il distacco di un protone in alfa a un carbonile, con {\displaystyle pK_{a}=17}, che in confronto con l'acidità dei protoni di un alcano {\displaystyle (pK_{a}\approx 50)} è molto più bassa. In questo esempio si fa riferimento alla tautomeria cheto-enolica, in cui il distacco del protone è facilitato dal fatto che il carbanione è stabilizzato da una risonanza.

## Storia ed etimologia
Riguardo l'etimologia del termine pH è nata una questione. Secondo alcuni la "p" indicherebbe semplicemente l'operatore matematico descritto precedentemente, altri invece pensano che stia per "pondus" ("peso" in latino), oppure "power" (potenza in inglese). Queste ultime due interpretazioni sono alquanto illogiche visto che Sørensen non pubblicò che in tre lingue: tedesco, francese e danese. È interessante notare che Sørensen ha utilizzato spesso la "q" invece della "p" per designare l'elettrodo di riferimento (a idrogeno).
Originariamente Sørensen utilizzò come simbolo "Ph", il quale poi mutò "PH" e solo negli anni venti divenne il definitivo "pH", dove "p" ha la nota funzione di operatore matematico.